# Leucania curta
Leucania curta är en fjärilsart som beskrevs av Walker 1865. Leucania curta ingår i släktet Leucania och familjen nattflyn. Inga underarter finns listade i Catalogue of Life.